# Farmington River (Atlantischer Ozean)
Der Farmington River ist ein Fluss in der westafrikanischen Republik Liberia, er mündet etwa 40 Kilometer südöstlich der Hauptstadt Monrovia in den Atlantik.

## Verlauf
Das Quellgebiet des Farmington River befindet sich im Gebiet der Bong Mountains im Zentrum Liberias. Nach etwa 30 Kilometern ist das Durchbruchstal in den Gibi Ridge Bergen erreicht. Über den Fluss führt die Borlola River Bridge nahe der Mündung des Borola.
Im weiteren Verlauf wird ab 30 Kilometer nördlich von Harbel das rechte westliche Ufer begleitet von der größten Kautschukplantage der Welt, die 1926 von der Firestone Tire & Rubber Company begründet wurde. Am Mount Hydro, nahe der Stadt Harbel, wurde das Firestone-Wasserkraftwerk errichtet. Der Fluss dient auch dem preiswerten Transport der Kautschukprodukte, hierzu wurde ein Flusshafen geschaffen, die kleinen Transportschiffe bringen ihre Fracht zum Verladehafen, dem Freeport Monrovia.

## Geschichte
Das küstennahe Gebiet südlich von Harbel wurde bereits Mitte des 19. Jahrhunderts von der American Colonization Society (ACS) von den Kru abgekauft, die Siedler der ACS legten ausgedehnte Zuckerrohr- und Palmölplantagen an, als billige Arbeitskräfte fanden dort zunächst die Congos – von der US-Marine befreite Schwarzafrikaner, die mit Sklavenschiffen in die Karibik verfrachtet werden sollten, Beschäftigung.